# Louis Merck

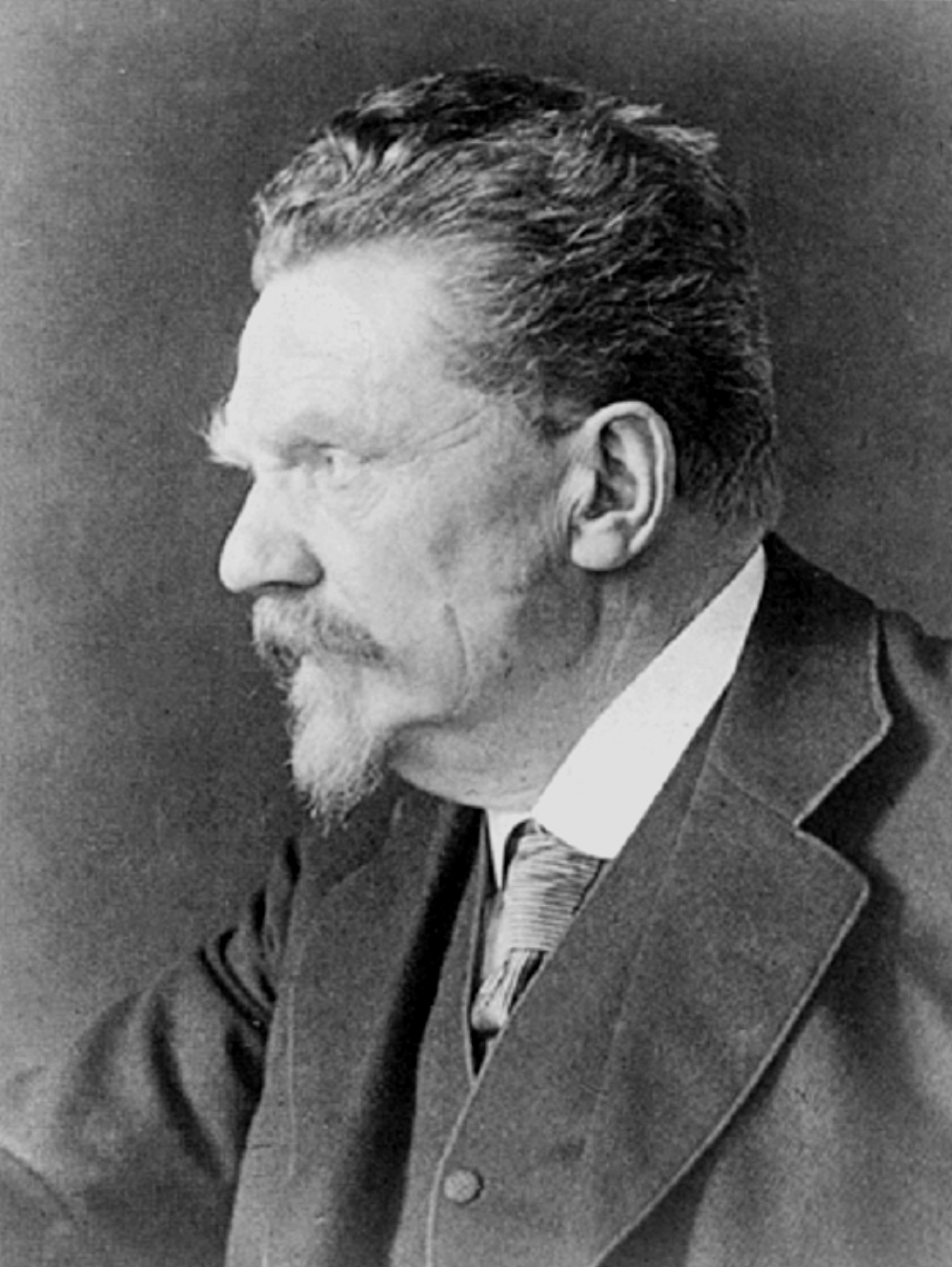
Louis Merck

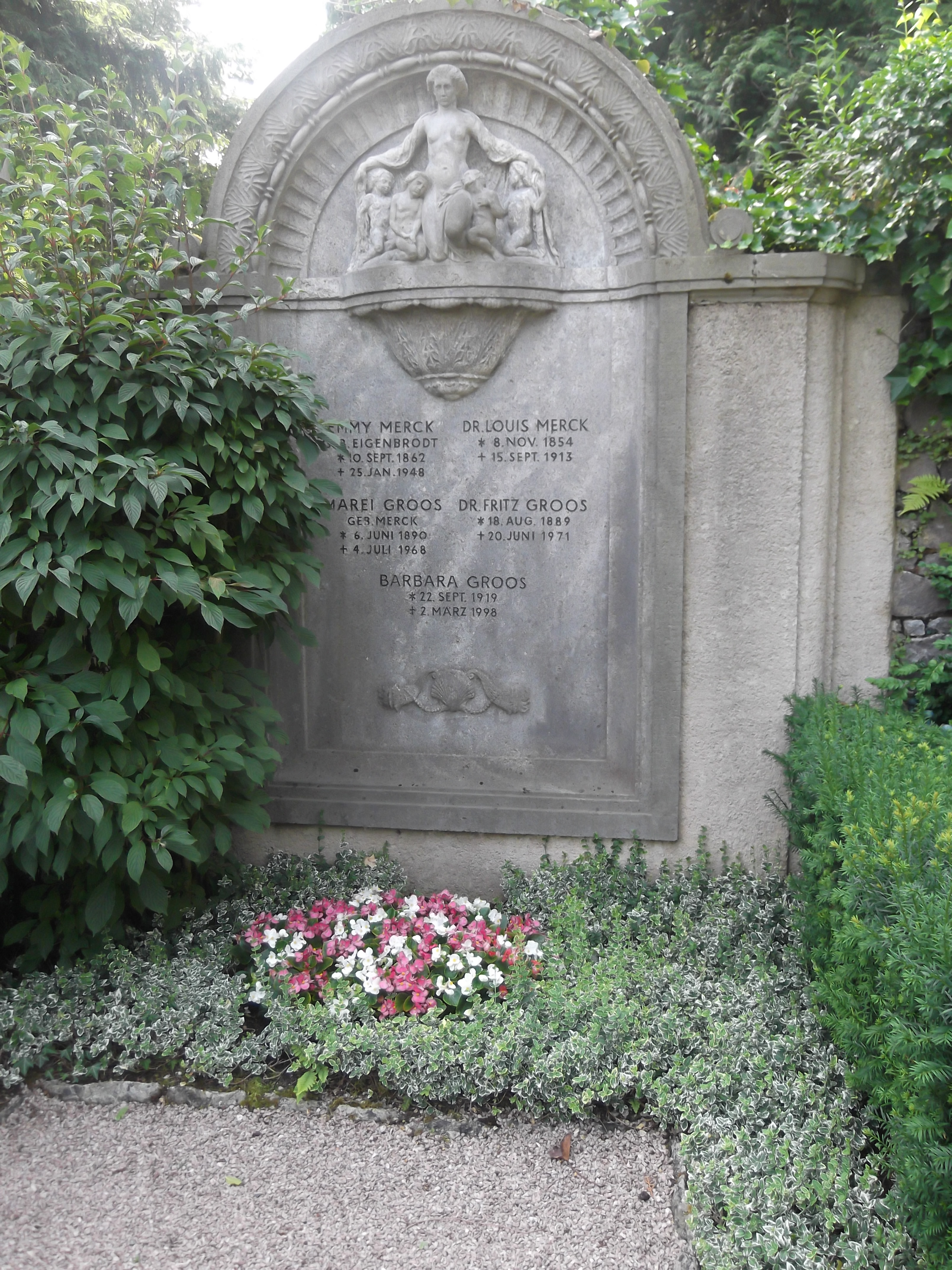
Grab von Louis Merck auf dem "Alten Friedhof" in Darmstadt

Louis Merck (* 8. November 1854 in Darmstadt; † 15. September 1913 ebenda) war ein deutscher Chemiker und Unternehmer.

## Leben
Louis Merck war der Sohn von Carl Merck (1823–1885) und dessen Frau Marie, geborene Hoffmann (1824–1899) aus Altenburg bei Alsfeld. Nach dem Studium der Chemie trat Louis Merck 1883 in das väterliche Unternehmen, eine unter der Firma E. Merck bestehende Geschäftssocietät, ein, wo er zunächst Leiter der Forschungsabteilung wurde. Ab 1897 bis zu seinem Tod war Louis Merck an der Spitze des Unternehmens. In seiner Ära erfolgte der Umzug des Unternehmens aus dem Zentrum der Stadt in den Norden Darmstadts. Zu seiner Zeit hatte die Firma nahezu ein Monopol auf einige Wirkstoffe, wie beispielsweise Santonin und Kokain.
Louis Merck war verheiratet mit Emmy, geborene Eigenbrodt, (1862–1948) aus Darmstadt. Sie hatten vier gemeinsame Kinder: Karl (1886–1968), Louis (1887–1945),  Franz (1893–1965) und Marei (1890–1968).
Louis Merck wurde auf dem Alten Friedhof in Darmstadt bestattet (Grabstelle: III Mauer 93).

## Landtagsabgeordneter
1905 wurde er von Großherzog Ernst Ludwig als lebenslanges Mitglied in die erste Kammer der Landstände des Großherzogtums Hessen berufen, der er bis 1913 angehörte.

## Ehrungen
Merck erhielt 1907 die Ehrendoktorwürde der Universität Gießen und trug den Titel Geheimer Kommerzienrat.